# Chicago Bears 1930
La stagione 1930 dei Chicago Bears è stata la 11ª della franchigia nella National Football League. La squadra riuscì a migliorare il record della stagione precedente, scendendo a 9-4-1 e classificandosi terza. Il segreto del ritrovato successo dei Bears  fu nel loro reparto di running back, con il nuovo arrivo, il rookie All-American Bronko Nagurski, che fece coppia con la leggenda vivente Red Grange. Questi due futuri Hall of Famer segnarono complessivamente 13 touchdown.

## Calendario
| Stagione regolare |                             |                              |           |           |        |
| Data              | Avversario                  | Stadio                       | Risultato | Punteggio | Record |
| 21 settembre      | Brooklyn Dodgers            | Mills Stadium                | P         | 0–0       | 0–0–1  |
| 28 settembre      | at Green Bay Packers        | Green Bay City Stadium       | S         | 7–0       | 0–1–1  |
| 5 ottobre         | at Minneapolis Red Jackets  | Nicollet Park                | V         | 20–0      | 1–1–1  |
| 12 ottobre        | New York Giants             | Wrigley Field                | S         | 12–0      | 1–2–1  |
| 19 ottobre        | at Chicago Cardinals        | Comiskey Park                | V         | 32–6      | 2–2–1  |
| 22 ottobre        | at Portsmouth Spartans      | Portsmouth Universal Stadium | S         | 7–6       | 2–3–1  |
| 26 ottobre        | Frankford Yellow Jackets    | Wrigley Field                | V         | 13–7      | 3–3–1  |
| 2 novembre        | Minneapolis Red Jackets     | Wrigley Field                | V         | 20–7      | 4–3–1  |
| 9 novembre        | Green Bay Packers           | Wrigley Field                | S         | 13–12     | 4–4–1  |
| 16 novembre       | at New York Giants          | Polo Grounds                 | V         | 12–0      | 5–4–1  |
| 22 novembre       | at Frankford Yellow Jackets | Frankford Stadium            | V         | 13–6      | 6–4–1  |
| 27 novembre       | Chicago Cardinals           | Wrigley Field                | V         | 6–0       | 7–4–1  |
| 30 novembre       | Portsmouth Spartans         | Wrigley Field                | V         | 14–6      | 8–4–1  |
| 7 dicembre        | Green Bay Packers           | Wrigley Field                | V         | 21–0      | 9–4–1  |

## Futuri Hall of Famer
- Red Grange, back
- Link Lyman, tackle
- Bronko Nagurski, fullback/tackle
- George Trafton, centro